# Быстрицкое сельское поселение
Быстрицкое сельское поселение — муниципальное образование в составе Оричевского района Кировской области России.
Столица — село Быстрица.

## История
Быстрицкое сельское поселение образовано 1 января 2006 года согласно Закону Кировской области от 07.12.2004 № 284-ЗО.

## Население
| 2010 | 2012 | 2013 | 2014 | 2015 | 2016 | 2017 |
| ---- | ---- | ---- | ---- | ---- | ---- | ---- |
| 735  | ↗740 | ↗746 | ↘740 | ↘715 | ↗721 | ↘692 |
| 2018 | 2019 | 2020 | 2021 |      |      |      |
| ↘674 | ↘651 | ↘638 | ↘573 |      |      |      |

## Состав сельского поселения
В состав сельского поселения входят 3 населённых пункта:
| № | Населённый пункт | Тип населённого пункта       | Население |
| - | ---------------- | ---------------------------- | --------- |
| 1 | Быстрица         | село, административный центр | 597       |
| 2 | Таборы           | деревня                      | 138       |
| 3 | Шабалины         | деревня                      | 0         |